# Liste der Straßen, Plätze und Brücken in Hamburg-Stellingen

Lage von Stellingen in Hamburg und im Bezirk Eimsbüttel (hellrot)

Die Liste der Straßen, Plätze und Brücken in Hamburg-Stellingen ist eine Übersicht der im Hamburger Stadtteil Stellingen vorhandenen Straßen, Plätze und Brücken. Sie ist Teil der Liste der Verkehrsflächen in Hamburg.

## Überblick
In Stellingen (Ortsteilnummer 321) leben 28352 Einwohner (Stand: 31. Dezember 2023) auf 5,8 km². Stellingen liegt in den Postleitzahlenbereichen 22525 und 22527.
In Stellingen gibt es 107 benannte Verkehrsflächen, darunter drei Plätze und eine Brücke. In Anlehnung an den im Stadtteil liegenden Tierpark Hagenbeck sind mehrere Straßen nach Tierarten benannt worden.

## Übersicht der Straßen
Die nachfolgende Tabelle gibt eine Übersicht über alle benannten Verkehrsflächen – Straßen, Plätze und Brücken – im Stadtteil sowie einige dazugehörige Informationen. Im Einzelnen sind dies:
- Name/Lage: aktuelle Bezeichnung der Straße, des Platzes oder der Brücke. Über den Link (Lage) kann die Straße, der Platz oder die Brücke auf verschiedenen Kartendiensten angezeigt werden. Die Geoposition gibt dabei ungefähr die Mitte an. Bei längeren Straßen, die durch zwei oder mehr Stadtteile führen, kann es daher sein, dass die Koordinate in einem anderen Stadtteil liegt.
- Straßenschlüssel: amtlicher Straßenschlüssel, bestehend aus einem Buchstaben (Anfangsbuchstabe der Straße, des Platzes oder der Brücke) und einer dreistelligen Nummer.
- Länge/Maße in Metern:
Hinweis: Die in der Übersicht enthaltenen Längenangaben sind nach mathematischen Regeln auf- oder abgerundete Übersichtswerte, die im Digitalen Atlas Nord[1] mit dem dortigen Maßstab ermittelt wurden. Sie dienen eher Vergleichszwecken und werden, sofern amtliche Werte bekannt sind, ausgetauscht und gesondert gekennzeichnet.
Bei Plätzen sind die Maße in der Form a × b bei rechteckigen Anlagen oder a × b × c bei dreiecksförmigen Anlagen mit a als längster Kante dargestellt.
Der Zusatz (im Stadtteil) gibt an, wie lang die Straße innerhalb des Stadtteils ist, sofern sie durch mehrere Stadtteile verläuft.
- Namensherkunft: Ursprung oder Bezug des Namens.
- Datum der Benennung: Jahr der offiziellen Benennung oder der Ersterwähnung eines Namens, bei Unsicherheiten auch die Angabe eines Zeitraums.
- Anmerkungen: Weitere Informationen bezüglich anliegender Institutionen, der Geschichte der Straße, historischer Bezeichnungen, Baudenkmale usw.
- Bild: Foto der Straße oder eines anliegenden Objektes.

| Name/Lage                     | Straßen- schlüssel | Länge/Maße (in Metern) | Namensherkunft | Datum der Benennung | Anmerkungen | Bild                    |
| ----------------------------- | ------------------ | ---------------------- | --- | ------------------- | --- | ----------------------- |
| Alte Volksparkstraße (Lage)   | A551               | 0205                   | in Anlehnung an die Volksparkstraße, deren Teil die Alte Volksparkstraße früher war                                      | 1971                | | Alte Volksparkstraße    |
| Am Ziegelteich (Lage)         | A367               | 0455                   | nach einem anliegenden, größtenteils zugeschütteten Ziegeleiteich                                                        | 1928                | | Am Ziegelteich          |
| Anne-Barth-Weg (Lage)         | A708               | 0065                   | Anne Marie Barth (1899–1986), Verfolgte des Nationalsozialismus                                                          | 2006                | | Anne-Barth-Weg          |
| Antilopenstieg (Lage)         | A443               | 0085                   | nach der gleichnamigen Tierart                                                                                           | 1949                | | Antilopenstieg          |
| Arminiusstraße (Lage)         | A460               | 0210                   | Arminius (* um 17 v. Chr.; † um 21 n. Chr.), Cheruskerfürst                                                              | 1928                | vor 1928: Hermannstraße | Arminiusstraße          |
| Basselweg (Lage)              | B092               | 1095                   | nach dem Flurnamen In Bassel                                                                                             | vor 1870            | Das Wort Bassel meint Unterholz. | Basselweg               |
| Binsbarg (Lage)               | B352               | 0760 (im Stadtteil)    | nach einem Flurnamen | 1962                | westlich der Ottensener Straße in Eidelstedt | Binsbarg                |
| Birkhahnweg (Lage)            | B371               | 0185                   | nach der gleichnamigen Vogelart                                                                                          | vor 1950            | | Birkhahnweg             |
| Bollweg (Lage)                | B463               | 0095 (im Stadtteil)    | nach einem schlecht zu befahrenen Weg, der mit Holzbohlen passierbar gemacht wurde                                       | vor 1927            | nördlich der Güterumgehungsbahn in Eidelstedt | Bollweg                 |
| Borchertstraße (Lage)         | B906               | 0235                   | Ursula Borchert (1923–2007), von 1979 bis 2007 1. Vorsitzende des Bürger- und Heimatvereins Stellingen von 1882 e. V.    | 2017                | Zurzeit noch in der Entstehung. Stand: Juni 2022 |                         |
| Bornmoor (Lage)               | B763               | 0245                   | nach einem Flurnamen (Quellenmoor)                                                                                       | 1972                | | Bornmoor                |
| Brehmweg (Lage)               | B585               | 0670 (im Stadtteil)    | Alfred Brehm (1829–1884), Zoologe und Schriftsteller                                                                     | 1948                | östlich des Lenzwegs in Lokstedt; vor 1948: Löwenstraße | Brehmweg                |
| Brombergstieg (Lage)          | B907               | 0085                   | Eleonore Bromberg (1852–1927), Frauenrechtlerin                                                                          | 2017                | Zurzeit noch in der Entstehung. Stand: Juni 2022 |                         |
| Brunckhorstweg (Lage)         | B642               | 0450                   | Hans Hinrich Brunckhorst (1840–1918), Getreidehändler und Vorbesitzer des Geländes                                       | 1949                | | Brunckhorstweg          |
| Bukampsmoor (Lage)            | B691               | 0245                   | nach einem Flurnamen (Bukamp = Buten Kamp)                                                                               | 1928                | | Bukampsmoor             |
| Cheruskerweg (Lage)           | C025               | 0075                   | nach dem gleichnamigen Volksstamm                                                                                        | 1936                | | Cheruskerweg            |
| Deelwisch (Lage)              | D050               | 0890                   | entweder nach einer in einer Niederung liegenden Wiese (Wisch) oder nach der wörtlichen Übersetzung „Teilwiese“          | vor 1934            | In Stellingen liegen nur die Grundstücke auf der westlichen Seite zwischen Gazellenkamp und Hinter der Lieth, ansonsten in Lokstedt, insbesondere die komplette Straßenfläche. | Deelwisch               |
| Doerriesweg (Lage)            | D133               | 0435                   | Friedrich Carl Gustav Doerries (1852–1933), Tierfänger                                                                   | 1964                | Doerries war überwiegend in Sibirien tätig und arbeitete von 1909 bis etwa 1933 für den Tierpark Hagenbeck. | Doerriesweg             |
| Dörpkamp (Lage)               | D131               | 0095                   | nach einem Flurnamen | 1928                | niederdeutsch Dörp = Dorf | Dörpkamp                |
| Düngelskamp (Lage)            | D213               | 0190                   | nach einem Flurnamen und dem Bach Düngelsau                                                                              | 1932                | | Düngelskamp             |
| Eidelstedter Weg (Lage)       | E077               | 0370 (im Stadtteil)    | Hamburger Stadtteil Eidelstedt                                                                                           | 1896                | Zwischen Lutterothstraße und dem Ende des Stephanusgarten komplett in Stellingen, weiter östlich bis Kreuzung Methfessel-/Hagenbeckstraße nur die nördliche Straßenhälfte; südliche Straßenhälfte in Eimsbüttel, östlich der Kreuzung in Eimsbüttel und Lokstedt, teilweise auch in Hoheluft-West. | Eidelstedter Weg        |
| Emmastraße (Lage)             | E180               | 0105                   | Emma Wieck, Tochter des Grundeigners Johann Adolf Wieck                                                                  | vor 1915            | | Emmastraße              |
| Ernst-Horn-Straße (Lage)      | E225               | 0685                   | Ernst Horn (1875–1948), langjähriger Vorsitzender der Baugenossenschaft Langenfelde                                      | 1961                | | Ernst-Horn-Straße       |
| Eschenholt (Lage)             | E241               | 0190                   | nach einem Flurnamen | 1928                | niederdeutsch Holt = Holz | Eschenholt              |
| Flamingoweg (Lage)            | F141               | 0185                   | nach dem gleichnamigen Vogel                                                                                             | 1964                | | Flamingoweg             |
| Flaßheide (Lage)              | F292               | 0345                   | nach einem Flurnamen (Flachsheide)                                                                                       | 1969                | | Flaßheide               |
| Försterweg (Lage)             | F176               | 1490                   | nach dem ehemals hier gelegenen Gasthaus Das Forsthaus                                                                   | 1928                | | Försterweg              |
| Frohbösestraße (Lage)         | F307               | 0225                   | Ferdinand Frohböse (1871–1943), Volksschullehrer, Förderer der visuellen Pädagogik                                       | 1972                | | Frohbösestraße          |
| Frühlingstraße (Lage)         | F259               | 0550                   | nach der Jahreszeit | 1928                | | Frühlingstraße          |
| Gazellenkamp (Lage)           | G030               | 0925 (im Stadtteil)    | nach der Gazelle | 1948                | östlich der Kreuzung Deelwisch/Lokstedter Grenzstraße in Lokstedt | Gazellenkamp            |
| Gemseneck (Lage)              | G355               | 0245                   | nach der gleichnamigen Tierart                                                                                           | 1968                | | Gemseneck               |
| Gräningstieg (Lage)           | G192               | 0110                   | Richard Gräning (1897–1958), Vorstandsmitglied der Gemeinnützigen Baugenossenschaft freier Gewerkschafter                | 1962                | | Gräningstieg            |
| Große Bahnstraße (Lage)       | G262               | 0510 (im Stadtteil)    | nach der Lage an der früheren Altona-Kieler Eisenbahn                                                                    | 1893                | südlich des Haferwegs in Altona-Nord | Große Bahnstraße        |
| Gutenbergstraße (Lage)        | G350               | 0495                   | Johannes Gutenberg (* um 1400; † 1468), Erfinder des Buchdrucks                                                          | 1928                | | Gutenbergstraße         |
| Haferweg (Lage)               | H030               | 0465                   | nach einer Flurbezeichnung                                                                                               | 1893                | Grundstücke auf der Nordseite in Stellingen, komplette Straßenfläche und Grundstücke auf der Südseite in Altona-Nord | Haferweg                |
| Hagenbeckallee (Lage)         | H037               | 0405                   | Carl Hagenbeck (1844–1913), Zoodirektor                                                                                  | 1928                | | Hagenbeckallee          |
| Hagenbeckstraße (Lage)        | H038               | 1580                   | Carl Hagenbeck (1844–1913), Zoodirektor                                                                                  | 1949                | östliche Straßenhälfte zwischen Eidelstedter Weg und Lenzweg in Lokstedt, sonst in Stellingen; vor 1949: Kaiser-Friedrich-Straße | Hagenbeckstraße         |
| Hatzberg (Lage)               | H189               | 0135                   | nach einem Flurnamen | 1928                | | Hatzberg                |
| Högenstraße (Lage)            | H489               | 1035 (im Stadtteil)    | nach der Flurbezeichnung „Op de Högen“                                                                                   | 1929                | zwischen Alter Weg und Langenfelder Damm komplett in Eimsbüttel, ferner für etwa 25 Meter ab Langenfelder Damm Richtung Osten, nördlich davon nur die östliche Straßenhälfte bis Steenwisch, westliche Hälfte in Stellingen, wie auch der gesamte weitere Verlauf nördlich vom Steenwisch | Högenstraße             |
| Holstenkamp (Lage)            | H588               | 0715 (im Stadtteil)    | nach einem Flurnamen | 1951                | westlich der Holstenkampbrücke in Bahrenfeld | Holstenkamp             |
| Holstenkampbrücke (Lage)      | –                  | 0120                   | in Anlehnung an den Holstenkamp                                                                                          | 1966                | überquert im Zuge des Holstenkamps die Bahngleise | Holstenkampbrücke       |
| Holtwisch (Lage)              | H603               | 0190                   | nach einem Flurnamen | 1964                | niederdeutsch Holtwisch = Holzwiese | Holtwisch               |
| Imbekstieg (Lage)             | I056               | 0265                   | nach der seit 1581 in Stellingen bekannten Bauernfamilie Imbek                                                           | 1953                | | Imbekstieg              |
| Jacobsenweg (Lage)            | J004               | 0365                   | Johan Adrian Jacobsen (1853–1947), norwegischer Ethnograph                                                               |                     | | Jacobsenweg             |
| Jaguarstieg (Lage)            | J019               | 0250                   | nach der gleichnamigen Großkatze                                                                                         | 1949                | | Jaguarstieg             |
| Johann-Wenth-Straße (Lage)    | J060               | 0330                   | Johann Wenth (* um 1495; † 1541), evangelischer Geistlicher                                                              | 1949                | vor 1949: Bugenhagenstraße | Johann-Wenth-Straße     |
| Jugendstraße (Lage)           | J086               | 0265                   | nach der anliegenden Schule                                                                                              | 1928                | | Jugendstraße            |
| Jütländer Allee (Lage)        | J084               | 0430                   | Jütland, Region in Dänemark                                                                                              | 1932                | | Jütländer Allee         |
| Kamerbalken (Lage)            | K044               | 0230                   | nach einem Flurnamen | 1929                | Als Balken werden ungepflügte Ackerstreifen bezeichnet. | Kamerbalken             |
| Kieler Straße (Lage)          | K160               | 3740 (im Stadtteil)    | Kiel, Landeshauptstadt von Schleswig-Holstein                                                                            | 1840                | Verlauf von Süd nach Nord: Zwischen Stresemannstraße und Ophagen komplett in Altona-Nord, zwischen Ophagen und Haferweg nur die Grundstücke auf der westlichen Seite sowie zwischen Ophagen und Hausnummer 90 nur die Grundstücke auf der östlichen Seite; zwischen Ophagen und Haferkamp liegt die Straßenfläche in Eimsbüttel, ab Hausnummer 92 auch die Grundstücke auf der Ostseite; zwischen Haferweg und Tiedemannstraße verläuft die Stadtteilgrenze zwischen Eimsbüttel (östliche Seite) und Stellingen (westliche Seite) in der Straßenmitte; zwischen Tiedemannstraße und den Bahngleisen nördlich des Düngelskamps liegt die Kieler Straße komplett in Stellingen, nördlich der Bahngleise dann geht sie nach Eidelstedt über, wo sie am Eidelstedter Platz endet; Teil der Bundesstraßen 4 und 5 | Kieler Straße           |
| Kleine Bahnstraße (Lage)      | K531               | 0115                   | in Anlehnung an die Große Bahnstraße                                                                                     | 1968                | | Kleine Bahnstraße       |
| Koppelstraße (Lage)           | K370               | 0625 (im Stadtteil)    | nach der Funktion zu einer Koppel führend                                                                                | 1928                | östlich der Lokstedter Grenzstraße in Lokstedt | Koppelstraße            |
| Kronsaalsweg (Lage)           | K448               | 1050                   | nach dem Flurnamen Op'n Kronsaal                                                                                         | vor 1939            | Ein Saal ist eine künstliche oder natürliche Viehtränke auf dem Feld. | Kronsaalsweg            |
| Langenfelder Damm (Lage)      | L039               | 0425 (im Stadtteil)    | Langenfelde, Ortsteil von Stellingen                                                                                     | 1863                | südlich der Müggenkampstraße in Eimsbüttel | Langenfelder Damm       |
| Lederstraße (Lage)            | L098               | 0610                   | nach der vormals dort gelegenen Eidelstedter Lederfabrik                                                                 | 1929                | Grundstücke auf der Süd- bzw. Westseite in Bahrenfeld, sonst in Stellingen, insbesondere die gesamte Straßenfläche | Lederstraße             |
| Lenzweg (Lage)                | L133               | 0290                   | Prof. Dr. Harald Otmar Lenz (1798–1870), Zoologe                                                                         | 1953                | nur westliche Straßenhälfte zwischen Eidelstedter Weg und Brehmweg in Stellingen, ansonsten in Lokstedt | Lenzweg                 |
| Leopardenstraße (Lage)        | L134               | 0195                   | nach der gleichnamigen Großkatze                                                                                         | 1936                | | Leopardenstraße         |
| Lokstedter Grenzstraße (Lage) | L237               | 0620                   | nach dem Grenzverlauf zwischen Lokstedt und Stellingen                                                                   | 1936                | Die Grundstücke auf der Westseite liegen in Stellingen, die Straßenfläche sowie die Grundstücke auf der östlichen Seite in Lokstedt. | Lokstedter Grenzstraße  |
| Lutterothstraße (Lage)        | L324               | 0145 (im Stadtteil)    | Ascan Wilhelm Lutteroth (1783–1867), Kaufmann und Senator                                                                | 1906                | nur nördliche Straßenhälfte zwischen Sartoriusstraße und Steenwisch, ansonsten in Eimsbüttel | Lutterothstraße         |
| Melanchthonstraße (Lage)      | M132               | 0435                   | Philipp Melanchthon (1497–1560), Philosoph und Altphilologe                                                              | 1928                | | Melanchthonstraße       |
| Molkenbuhrstraße (Lage)       | M238               | 0295                   | Hermann Molkenbuhr (1851–1927), SPD-Politiker                                                                            | 1945                | vor 1945: Trommerstraße | Molkenbuhrstraße        |
| Nieland (Lage)                | N110               | 0150                   | nach einem erstmals 1789 erwähnten Flurnamen                                                                             | 1963                | | Nieland                 |
| Nienredder (Lage)             | N120               | 0265                   | nach dem ebenfalls erstmals 1789 erwähnten Flurnamen Nien-Redder-Kamp                                                    | 1964                | | Nienredder              |
| Niewisch (Lage)               | N124               | 0505                   | nach einem Flurnamen | 1955                | niederdeutsch Niewisch = neue Wiese | Niewisch                |
| Nordfriesländer Straße (Lage) | N161               | 0395                   | Region im Nordwesten Schleswig-Holsteins                                                                                 | 1932                | | Nordfriesländer Straße  |
| Oldenburger Straße (Lage)     | O078               | 0550                   | Oldenburg in Holstein, Stadt in Schleswig-Holstein                                                                       | 1932                | | Oldenburger Straße      |
| Olloweg (Lage)                | O094               | 0405 (im Stadtteil)    | nach einem Flurnamen (alter Wald)                                                                                        | 1929                | nördlich der Bahngleise in Eidelstedt | Olloweg (HH-Stellingen) |
| Ottensener Straße (Lage)      | O161               | 1220 (im Stadtteil)    | Hamburger Stadtteil Ottensen                                                                                             | vor 1920            | zwischen Schnackenburgallee und Altonaer Volkspark komplett in Bahrenfeld, nördlich davon bis zur Einmündung der Uwe-Seeler-Allee nur die Grundstücke auf der östlichen Seite, Straßenfläche und Grundstücke auf der Westseite in Eidelstedt; nördlich davon liegt die westliche Straßenhälfte in Eidelstedt, die östliche in Stellingen | Ottensener Straße       |
| Pantherstieg (Lage)           | P020               | 0225                   | nach dem gleichnamigen Raubtier                                                                                          | 1949                | Fußweg | Pantherstieg            |
| Pelikanstieg (Lage)           | P058               | 0235                   | nach dem gleichnamigen Wasservogel                                                                                       | 1949                | | Pelikanstieg            |
| Peter-Rickers-Stieg (Lage)    | P274               | 0140                   | Peter Niels Rickers (1934 – 2012), engagierte sich vielfältig in Stellingen und machte sich so um den Stadtteil verdient | 2017                | Rickers war Herausgeber der Stellinger Stadtteilzeitung und verfasste zwei Bücher zur Geschichte Stellingens; Fußweg. | Peter-Rickers-Stieg     |
| Pinguinweg (Lage)             | P121               | 0245                   | nach dem gleichnamigen Seevogel                                                                                          | 1949                | | Pinguinweg              |
| Privatweg (Lage)              | P203               | 0310                   | nach einem ehemaligen ungepflasterten Privatweg                                                                          | vor 1898            | | Privatweg               |
| Rahlskamp (Lage)              | R021               | 0125                   | nach einem Flurnamen | vor 1936            | | Rahlskamp               |
| Randstraße (Lage)             | R044               | 0170                   | nach der damaligen Randlage bei der Bebauung Stellingens                                                                 | 1928                | | Randstraße              |
| Rebhuhnstieg (Lage)           | R067               | 0210                   | nach der gleichnamigen Vogelart                                                                                          | 1932                | | Rebhuhnstieg            |
| Reichsbahnstraße (Lage)       | R112               | 0290 (im Stadtteil)    | nach der Funktion zum S-Bahnhof Eidelstedt führend                                                                       | 1928                | nur westliche Straßenhälfte zwischen S-Bahnhof Eidelstedt und den Gütergleisen im Norden, sonst in Eidelstedt | Reichsbahnstraße        |
| Rohlfsweg (Lage)              | R261               | 0455                   | Gerhard Rohlfs (1831–1896), Schriftsteller                                                                               | 1949                | | Rohlfsweg               |
| Roscherweg (Lage)             | R460               | 0840                   | Albrecht Roscher (1836–1860), Geograph und Afrikaforscher                                                                | 1989                | Fußweg | Roscherweg              |
| Schmalenbrook (Lage)          | S229               | 0160                   | nach einem Flurnamen | 1962                | | Schmalenbrook           |
| Schopbachweg (Lage)           | S275               | 0780                   | Christian Schopbach, Ziegeleibesitzer im 19. Jahrhundert                                                                 | 1960                | | Schopbachweg            |
| Spannskamp (Lage)             | S526               | 0775                   | nach einem Flurnamen | 1964                | | Spannskamp              |
| Sportplatzring (Lage)         | S556               | 0645                   | nach der Lage beim ehemaligen Sportplatz                                                                                 | 1928                | | Sportplatzring          |
| Steenwisch (Lage)             | S613               | 0740                   | nach einem Flurnamen | 1928                | niederdeutsch Steenwisch = Steinwiese südliche Straßenhälfte zwischen Jaguarstieg und Högenstraße in Eimsbüttel, sonst in Stellingen; vor 1928: Helenenstraße | Steenwisch              |
| Stegemannplatz (Lage)         | S960               | 0040 x 25              | Heinrich Stegemann (1888–1945), Maler und Bildhauer                                                                      | 2017                | Zurzeit noch in der Entstehung. Stand: Juni 2022 |                         |
| Steinburger Straße (Lage)     | S635               | 0480                   | Kreis Steinburg, Landkreis in Schleswig-Holstein                                                                         | 1932                | | Steinburger Straße      |
| Stellinger Markt (Lage)       | S961               | 0045 x 30              | nach Lage und Funktion im Stadtteil                                                                                      | 2017                | Zurzeit noch in der Entstehung. Stand: Juni 2022 |                         |
| Stellinger Steindamm (Lage)   | S668               | 0610                   | nach der Lage im Stadtteil als eine bereits früh gepflasterte Straße                                                     | 1928                | | Stellinger Steindamm    |
| Stephanusgarten (Lage)        | S962               | 0075 x65 x40           | nach der Lage an der ehemaligen St. Stephanuskirche                                                                      | 2018                | Überwiegend im Stadtteil, nur ein schmaler Streifen am östlichen Rand liegt in Eimsbüttel. | Stephanusgarten         |
| Theodor-Schäfer-Damm (Lage)   | T226               | 0310                   | Theodor Schäfer (1846–1914), Theologe                                                                                    | 1992                | | Theodor-Schäfer-Damm    |
| Thusneldastraße (Lage)        | T078               | 0115                   | Thusnelda (* um 10 v. Chr.; † 17 n. Chr.), Gemahlin des Arminius                                                         | 1929                | | Thusneldastraße         |
| Tiedemannstraße (Lage)        | T083               | 0220                   | nach dem Vorbesitzer gleichen Namens, über den keinerlei Daten bekannt sind                                              | um 1886             | südliche Straßenhälfte in Eimsbüttel | Tiedemannstraße         |
| Tierparkallee (Lage)          | T092               | 0460                   | nach der Lage beim Tierpark Hagenbeck                                                                                    | 1928                | | Tierparkallee           |
| Tigerstraße (Lage)            | T094               | 0320                   | nach der gleichnamigen Großkatze                                                                                         | 1949                | | Tigerstraße             |
| Torstraße (Lage)              | T143               | 0375                   | nach einem ehemaligen Barocktor in der Nähe der Kieler Straße                                                            | 1928                | vor 1928: Webers Allee | Torstraße               |
| Uwestraße (Lage)              | U047               | 0175                   | Jens Uwe Lornsen (1793–1838), Landvogt auf Sylt und Freiheitskämpfer                                                     | 1928                | vor 1928: Lornsenstraße | Uwestraße               |
| Vehrenkampstraße (Lage)       | V017               | 0220                   | nach einer Flurbezeichnung                                                                                               | um 1890             | | Vehrenkampstraße        |
| Vogt-Kölln-Straße (Lage)      | V067               | 1025 (im Stadtteil)    | nach der Familie Kölln, die von 1598 bis 1828 die Vögte in der Gemeinde Schnelsen stellte                                | 1928                | nördlich der Bahngleise zunächst in Eidelstedt, später auch in Niendorf | Vogt-Kölln-Straße       |
| Volksparkstieg (Lage)         | V083               | 0085                   | im Anlehnung an die Volksparkstraße                                                                                      | 1949                | | Volksparkstieg          |
| Volksparkstraße (Lage)        | V084               | 0755                   | nach der Funktion zum Altonaer Volkspark führend                                                                         | 1928                | | Volksparkstraße         |
| Warnstedtstraße (Lage)        | W075               | 0695                   | Friedrich von Warnstedt (1785–1836), dänischer Schriftsteller                                                            | 1949                | vor 1949: Brüderstraße | Warnstedtstraße         |
| Wegenkamp (Lage)              | W117               | 0670                   | nach einem Flurnamen | 1928                | | Wegenkamp               |
| Wieckstraße (Lage)            | W228               | 0425                   | Johann Adolf Wieck (1850–1915), Viehkommissionär und Grundeigner                                                         | 1928                | Wieck legte drei Straßen an und benannte sie nach seinen Kindern Emma, Adolph (heute Wieckstraße) und Helene (heute Steenwisch) | Wieckstraße             |
| Wittenmoor (Lage)             | W338               | 0635                   | nach einem Flurnamen | 1949                | | Wittenmoor              |
| Wittkoppel (Lage)             | W349               | 0235                   | nach einem Flurnamen | 1928                | | Wittkoppel              |
| Wolffstraße (Lage)            | W379               | 0155                   | nach einem Vorbesitzer Wolff                                                                                             | 1917/18             | | Wolffstraße             |
| Wördemanns Weg (Lage)         | W361               | 1145                   | Joachim Wördemann, Gemeindevorsteher in Stellingen von 1882 bis 1896                                                     | 1910                | | Wördemanns Weg          |